# 290-talet f.Kr.

## Händelser
- 298-290 f.Kr. - Tredje samniterkriget utkämpas.

## Födda
- Omkring 290 f.Kr. – Apollonios Rhodios, grekisk skald och grammatiker.

## Avlidna
- 291 f.Kr. - Menander, grekisk författare och dramatiker (född cirka 342 f.Kr.)